# Великий Чорний
Вели́кий Чо́рний (рос. Большой Чорный) — невеликий острів у Ладозькому озері. Належить до групи Західних Ладозьких шхер. Територіально належить до Приозерського району Ленінградської області, Росія.
Витягнутий із північного заходу на південний схід. Довжина 0,9 км, ширина 0,2 км.
Розташований в затоці Лехмалахті, на південь від острова Монтоссарі. Острів височинний, весь вкритий лісами.
| Росія | Це незавершена стаття з географії Росії. Ви можете допомогти проєкту, виправивши або дописавши її. |